# Escut de Mònaco
L'escut de Mònaco són les armes de la Casa de Grimaldi, representats actualment per Sa Altesa Serena el príncep Albert II.
És losanjat d'argent i de gules, amb dos monjos a banda i banda com a suport que al·ludeixen a la conquesta de Mònaco el 1297, quan Francesco Grimaldi va entrar a la ciutat amb els seus soldats vestits de monjos, amb les espases amagades sota els hàbits. El collar que envolta l'escut representa l'orde monegasc de Sant Carles. Està timbrat per una corona de príncep de la qual surt un mantell de gules i ermini. Al peu dels monjos, una cinta amb el lema dels Grimaldi en llatí DEO JUVANTE ('Amb l'ajut de Déu').
Dels esmalts de l'escut heràldic deriva la bandera estatal.